# جون جوليوس نورويتش
جون جوليوس كوبر (بالإنجليزية: John Julius Cooper)‏ الفسكونت الثاني لنورويتش (ولد 15 سبتمبر 1929) - ويعرف أيضًا باسم جون جوليوس نورويتش - هو مؤرخ إنكليزي وكاتب رحلات وشخصية تلفزيونية.